# Larunda
Larunda ist eine römische Gottheit.

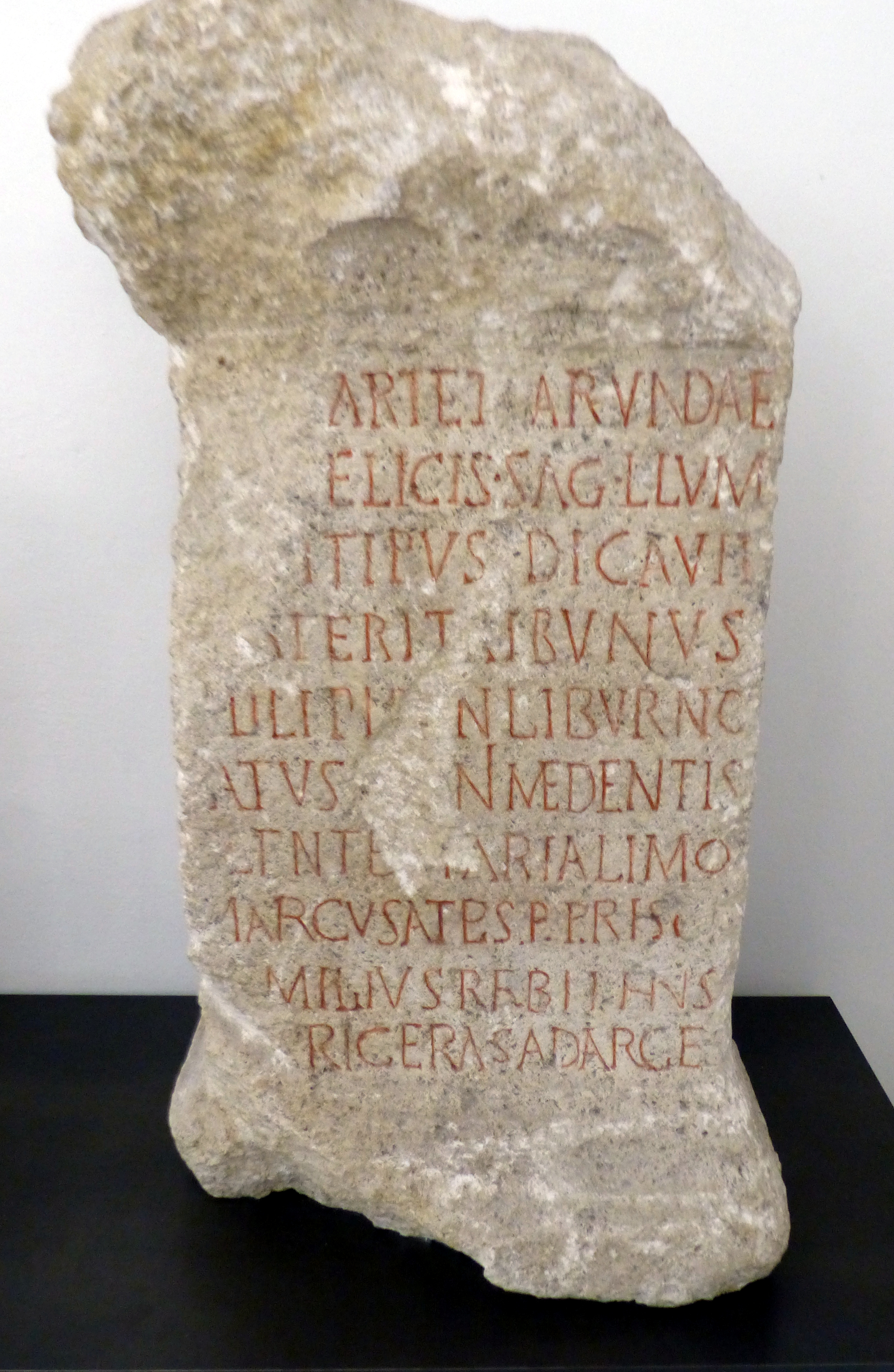
Weihealtar für Mars und Larunda (2. oder 3. Jh. n. Chr.) aus Regensburg

Nach Marcus Terentius Varro ist sie sabinischen Ursprungs. Titus Tatius soll ihr in Rom einen Altar geweiht haben. Nach Tacitus befand sich auf dem Forum Romanum ein Heiligtum (Sacellum) der Larunda.
Wohl wegen der Ähnlichkeit des Namens mit Lara zählt sie zu der Gruppe von Gottheiten, die man mit der Mater Larum zu identifizieren versucht hat.